# Colby Slater
Colby Edmund "Babe" Slater (30 de abril de 1896 — 30 de janeiro de 1965) foi um jogador de rugby union estadunidense, campeão olímpico.

## Carreira
Ele era filho de Louise, filha de um emigrante irlandês, e de John, natural de Shetland, capitão do mar. Ele tinha três irmãos, Marguerite, James Herbert e Norman, também medalhista de ouro olímpico. Ele frequentou a Berkeley High School, onde liderou o time de rugby ao sucesso municipal, regional e estadual. Em 1914, ele começou a estudar na Universidade da Califórnia em Davis – jogou pelo UC Davis Aggies no rugby, futebol americano, basquete e beisebol, e também atuou em organizações estudantis.
Slater formou-se em maio de 1917, inscreveu-se no recrutamento em junho, alistou-se no exército três meses depois e foi comissionado como cabo em novembro. Na primavera de 1918, completou treinamento intensivo em Fort Lewis e chegou à Europa em meados de julho. Ele serviu em uma unidade médica na qual esteve estacionado na França e na Bélgica até o final da guerra. Somente em abril de 1919 ele pôde retornar aos EUA, encerrando oficialmente o serviço militar em maio daquele ano. Ele então se estabeleceu em Woodland, onde se dedicou à criação de animais e jogou e treinou times de futebol e basquete das instalações locais da Legião Americana.
Em 1920, ele viajou para a Europa com a seleção dos Estados Unidos. Embora não tenha participado da competição olímpica, enfrentou os franceses em 10 de outubro de 1920. Ele também foi selecionado para a seleção nacional quatro anos depois e jogou no torneio de rugby union nos Jogos Olímpicos de Verão de 1924. Ele jogou uma partida desta competição, em 18 de maio, e os americanos derrotaram os franceses no Stade de Colombes por 17–3. Ao vencer as duas partidas, os norte-americanos venceram o torneio, conquistando assim as medalhas de ouro olímpicas.
Por volta de 1927 mudou-se para Clarksburg, onde comprou terras agrícolas. Ele administrou a fazenda por quase trinta anos, auxiliado por seu irmão, Norman. Em 1947, ambos iniciaram a criação do corpo de bombeiros local, ele também esteve envolvido em iniciativas agrícolas locais e atuou na organização de graduados de sua universidade.